# Бунанья
Бунанья — потухший вулкан на полуострове Камчатка, Россия.
Вулкан находится в центральной части Анаунского вулканического района. Форма вулкана представляет собой пологий правильный щит, завершенный конусом. В географическом плане вулканическое сооружение имеет форму окружности с диаметром 8 км, занимает площадь 27 км². Объем изверженного материала 5 км³. Абсолютная высота — 1329 м, относительная же высота составляют около 600 м. Склоны вулкана Бунанья совершенно не расчленены и выглядят как развалы глыбовой лавы.
Деятельность вулкана относится к современному (голоценовому) периоду.